# Natascha Sadr Haghighian
Natascha Sadr Haghighian, Pseudonym Natascha Süder Happelmann (geboren 1967 in Teheran) ist eine iranisch-deutsche Installations- und Videokünstlerin. Sie ist Professorin für Bildhauerei an der HfK Bremen.
Kennzeichnend für Haghighians Arbeitsweise ist die Vermischung von Kunst und politischem Aktivismus. Sie beschäftigt sich immer wieder kritisch mit der Verbindung von Technologie und Macht. Ihre Arbeiten wirken oft unspektakulär und unterlaufen absichtlich den im kulturellen Bereich üblichen Anschein des Bedeutsamen. Zuschauer sollen ihre Werke aktiv und körperlich erfahren. Haghighian arbeitet häufig mit Humor und dem Mittel der Parodie.

## Leben
Haghighian studierte an der Kunsthochschule für Medien Köln bei Valie Export und am Art Institute of Chicago bei Lin Hixson.
Seit den 1990er Jahren ist sie in Berlin tätig. Seit 2002 wird sie von der Galerie Johann König vertreten. Seit 2014 ist sie Professorin für Bildhauerei an der Hochschule für Künste Bremen.

### Biografie als Inszenierung
Haghighian weist das übliche Konzept von Biografien zurück. Damit würden z. B. Künstler nach früheren Verbindungen zu Museen bewertet und nach konventionellen Identitätsmerkmalen wie Alter und Staatszugehörigkeit kategorisiert. Zu Haghighians Geburtsjahr und -ort finden sich unterschiedliche Informationen: Es werden z. B. 1953 oder 1963 in Teheran, 1966 in London, 1987 in Budapest, 1979 in München, Kassel oder Sydney angegeben. Verschiedenen Biografien ist zu entnehmen, dass die Künstlerin in Budapest, Ellendale, Wimbledon, Gütersloh, Berlin, Santa Monica, Kalifornien oder Bremen lebt und arbeitet. Haghighian sorgte selbst für die Vielzahl an sich widersprechenden biografischen Daten. Laut eigener Angabe spielt sie mit ihrer Identität, um Künstlerbiografien als Teil von „obskuren“ Strukturen des Kunst-Establishments in Frage zu stellen.
Die Künstlerin wird in Ausstellungstexten u. a. als Sound- und Installationskünstlerin, Dokumentarfilmerin, Choreographin, Chemiestudentin und als „29-jährige falsche Blondine“ beschrieben. Sie sei in der Vergangenheit als Telefonistin eines Transportunternehmens und Barkeeperin tätig gewesen. Anfang der 2000er Jahre sei sie arbeitslos gewesen.

## Werk
Haghighian arbeitet oft mit anderen Künstlern und Kollektiven zusammen. Seit 2004 gehört sie zur „Gesellschaft der Freund_innen von Halit“, die sich anlässlich der Documenta 14 mit dem NSU-Mord an Halit Yozgat auseinandersetzten. 2017 zeigte die Gruppe in Zusammenarbeit mit der Initiative „NSU-Komplex auflösen!“ zu der Haghighian ebenfalls gehört, dem Goldsmiths College und dem Institut Forensic Architecture weitere Arbeiten. Auch diese Werke beschäftigen sich mit den NSU-Morden. 2010 gründete sie zusammen mit Ashkan Sepahvand das Institute for Incongruous Translation (Institut für nicht passende Übersetzungen), in dessen Rahmen Kunstprojekte entstanden.
2004 initiierte sie die „Biographie-Tausch-Plattform“ bioswop, die es ermöglicht, Lebensläufe mit anderen zu tauschen und neu zu erfinden. Haghighian selbst möchte nicht aufgrund von Herkunft und Lebenslauf bewertet werden. Mit der Plattform sollen Kunstschaffende der üblichen Bemessung ihres Marktwertes anhand biografischer Daten entgegensteuern.
Die Installation Pssst Leopard 2A7+ zeigt Haghighian seit 2013 immer wieder in Ausstellungen, z. B. in der Galerie König in Berlin und im Münchner Lenbachhaus. Das Werk bezieht sich auf den Kampfpanzer „Leopard 2 A7+“, der von den Firmen Krauss-Maffei Wegmann und Rheinmetall speziell zur „Befriedung“ von Konflikten in städtischer Umgebung gebaut wurde. Haghighians Installation hat die Grundmaße des Panzers, besteht jedoch aus Transportpaletten, die mit einer Art weiß-grün-blauem Tarnmuster aus Legosteinen bedeckt sind. Statt eines Panzerturms ist in der Mitte des Werks ein Kreis aus 60 Kopfhörerbuchsen angeordnet, über die Klangstücke angehört werden können. Mit jeder Präsentation werden der Klangsammlung neue Stücke hinzugefügt. Die Tondokumente entstehen teils in Zusammenarbeit mit anderen oder sind unabhängige Beiträge von Freunden der Künstlerin.
2019 bespielte sie auf der Biennale di Venezia den von Franciska Zòlyom kuratierten Deutschen Pavillon. In diesem Zusammenhang trat sie als Kunstfigur Natascha Süder Happelmann auf, mit einem Stein aus Pappmaché auf dem Kopf. Der Name der Kunstfigur war eine der vielen Falschschreibungen ihres iranischen Namens, die sie über 30 Jahre gesammelt hatte. Der Pappmaché-Stein wurde als bewusste Barriere zwischen Künstlerin und Publikum interpretiert. Auf Interview-Fragen zum deutschen Pavillon in Venedig antwortete „Happelmann“ mit schwer interpretierbaren Zeichnungen von Klangsymbolen. Andere Fragen ließ sie von ihrer Sprecherin „Helene Duldung“, die von der Schauspielerin Susanne Sachsse verkörpert wurde, beantworten. Mit diesem Vorgehen wollte sich Haghighian gegen die Mechanismen des Kunstmarkts wehren und den Blick weg von ihrer Person und hin zur Kunst lenken.

## Ausstellungen (Auswahl)
- 1999: Children of Berlin: Cultural Developments 1989–1999. Gruppenausstellung, Museum of Modern Art, New York
- 2001: ars viva 00/01. Gruppenausstellung mit Hörner & Antlfinger, Christoph Keller, Jeanette Schulz im ZKM, Karlsruhe[19]
- 2002: Manifesta 4, Frankfurt am Main[29]
- 2007: RAW-WAR. Gruppenausstellung mit Jenny Holzer, Bruce Nauman, Jonathan Horowitz im Museum of Modern Art, New York[30]
- 2012: Natascha Sadr Haghighian, Carrol / Fletcher, London[31]
- 2012: dOCUMENTA (13), Kassel
- 2013: pssst LEOPARD 2A7+, König Galerie, Berlin[32]
- 2015: 1. Asien Biennale & 5. Guangzhou Triennale[33]
- 2018: Kathy Acker – Get Rid of Meaning. Gruppenausstellung, Badischer Kunstverein, Karlsruhe[34]
- 2019: 58. Biennale di Venezia
- 2021: Natascha Sadr Haghighian. passing one loop into another. Hannah-Höch-Förderpreis 2020. Neuer Berliner Kunstverein, Berlin
- 2023: Jetzt wo ich dich hören kann tun meine Augen weh (Tumult), Lenbachhaus, München[35]

## Auszeichnungen (Auswahl)
- 2000: Ars Viva-Preis[36]
- 2004: Stipendium der Villa Aurora[25]
- 209/10: Reisestipendium der Hessischen Kulturstiftung[37]
- 2020: Hannah-Höch-Förderpreis[38]

## Werke in Sammlungen (Auswahl)
- 1995: Artificial Life, Julia Stoschek Foundation, Abb., Sammlung zeitgenössische Kunst der BRD[39]
- 2006: Empire of the Senseless Part II, Sammlung des Museum of Modern Art, New York, Abb., Museu d’Art Contemporani de Barcelona
- 2007: I can’t work like this, Solomon R. Guggenheim Museum, New York. Abb.

## Veröffentlichungen (Auswahl)
- How to spell the fight. Sternberg Press, London 2018, ISBN 978-3-95679-453-7